# Уайброу, Иан
Иан Уайброу (англ. Ian Whybrow; род. Джиллингем, Кент, Англия) — английский поэт и писатель, автор книг для детей.

## Биография
Иан Уайброу начал свою профессиональную карьеру в возрасте 10 лет, с того, что продал в местную газету стихотворение о мёртвой кошке в коробке. С этого времени он, не переставая, пишет стихи, песни, пьесы, мюзиклы, повести и скетчи для радио и телевидения.
Его талант оценили после выхода в 1989 году книги «The Sniff Stories», тогда газета The Times объявила о появлении настоящего таланта. С того времени Иан Уайброу написал более 60 книг для детей, его произведения переведены на 21 язык и изданы в 24 странах. Один из самых популярных героев книг Уайброу — это Малютка Волк (англ. The Little Wolf). Повести о приключениях Малютки Волка переведены более чем на 12 языков, включая русский. В русской версии книги изданы в переводе Марии Крисань и с иллюстрациями Николая Воронцова.
Произведения Уайброу открывают список рекомендуемой школьной литературы для детей в возрасте от 3 до 14 лет.

### Цикл Малютка Волк
- «Книга безобразий Малютки Волка» (англ. The Little Wolf's Book of Badness)
- «Дневник великих дел Малютки Волка» (англ. The Little Wolf's Diary of Daring Deeds)
- «Школа призраков и привидений Малютки волка» (англ. The Little Wolf's Haunted Hall for Small Horrors)
- «Малютка Волк — лесной сыщик» (англ. The Little Wolf - Forest Detective)
- «Малютка Волк и его команда» (англ. Little Wolf, Pack Leader)
- «Малютка Волк-Гроза морей» (англ. Little Wolf, Terror of the Shivery Sea)
- «Малютка Волк. Отдел писем» (англ. Little Wolf’s Postbag